# Universidad de Estrasburgo

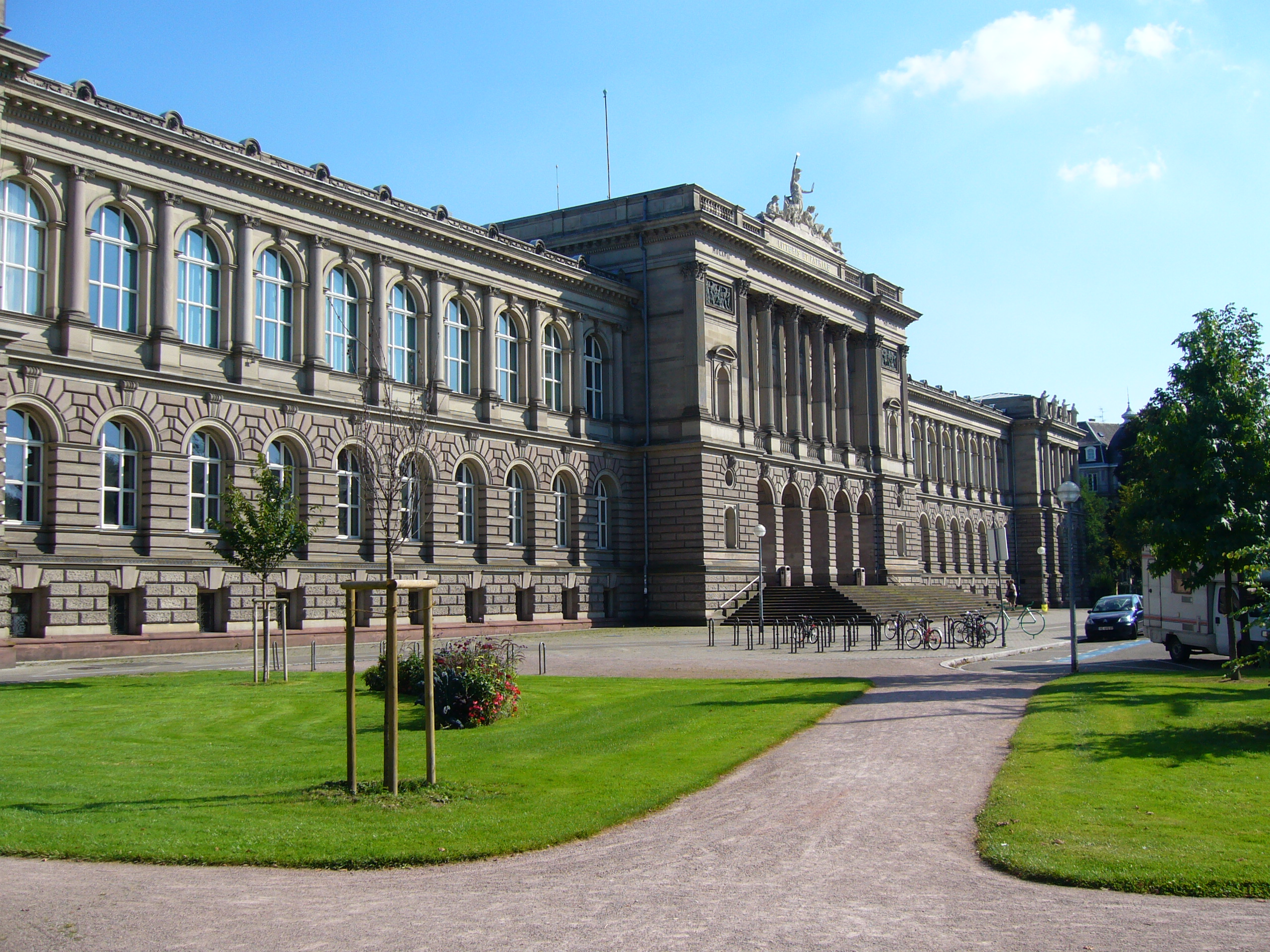
Fachada del Palais universitaire de Estrasburgo, sede de la facultad de artes, de la facultad de Filosofía, la facultad de psicología y de la facultad de ciencias históricas.

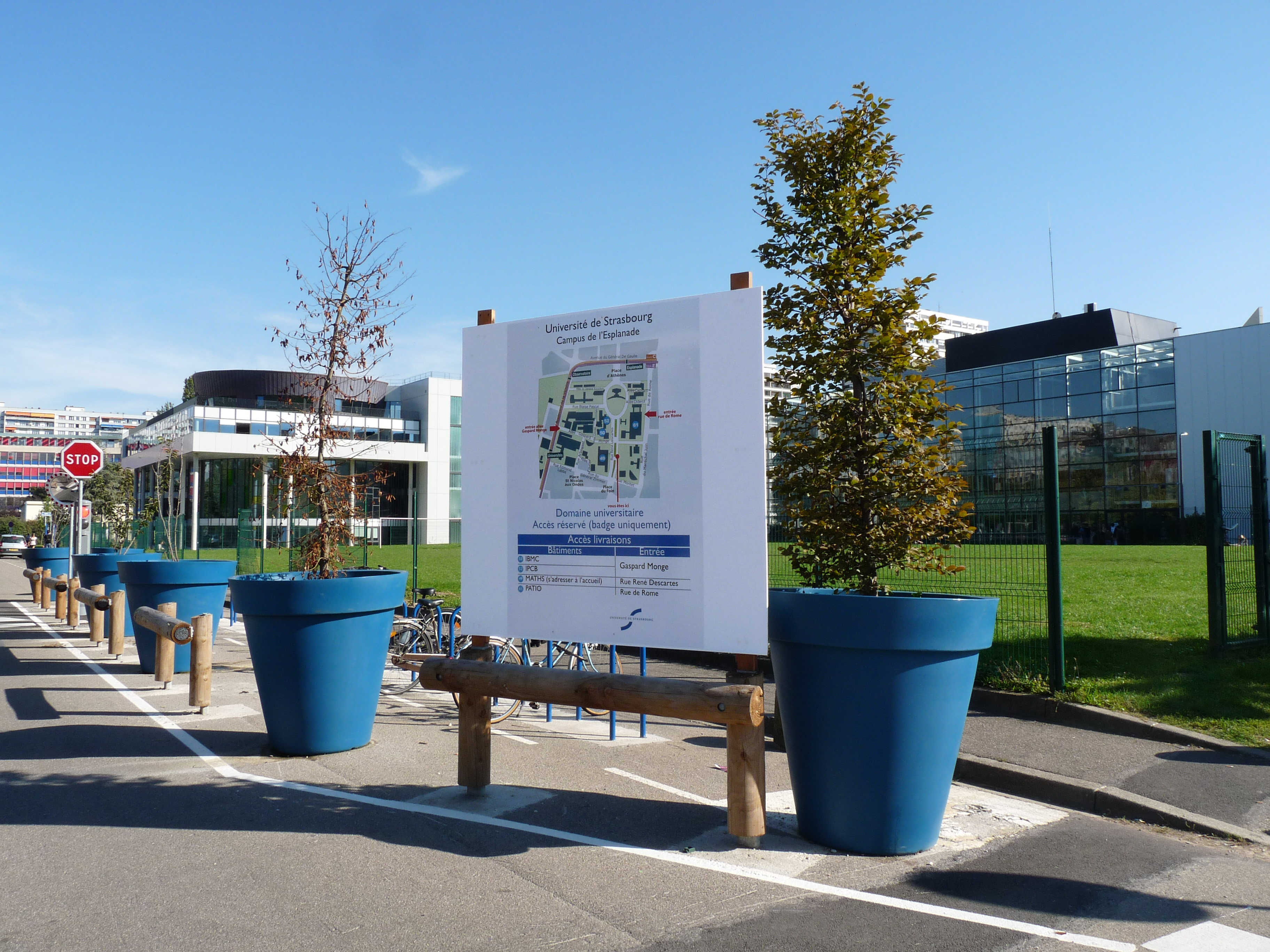
Exterior del campus central, sede de las facultades de ciencias sociales, ciencias humanas, lenguas, letras, ciencias deportivas, química, ciencias naturales, matemáticas e ingenierías.

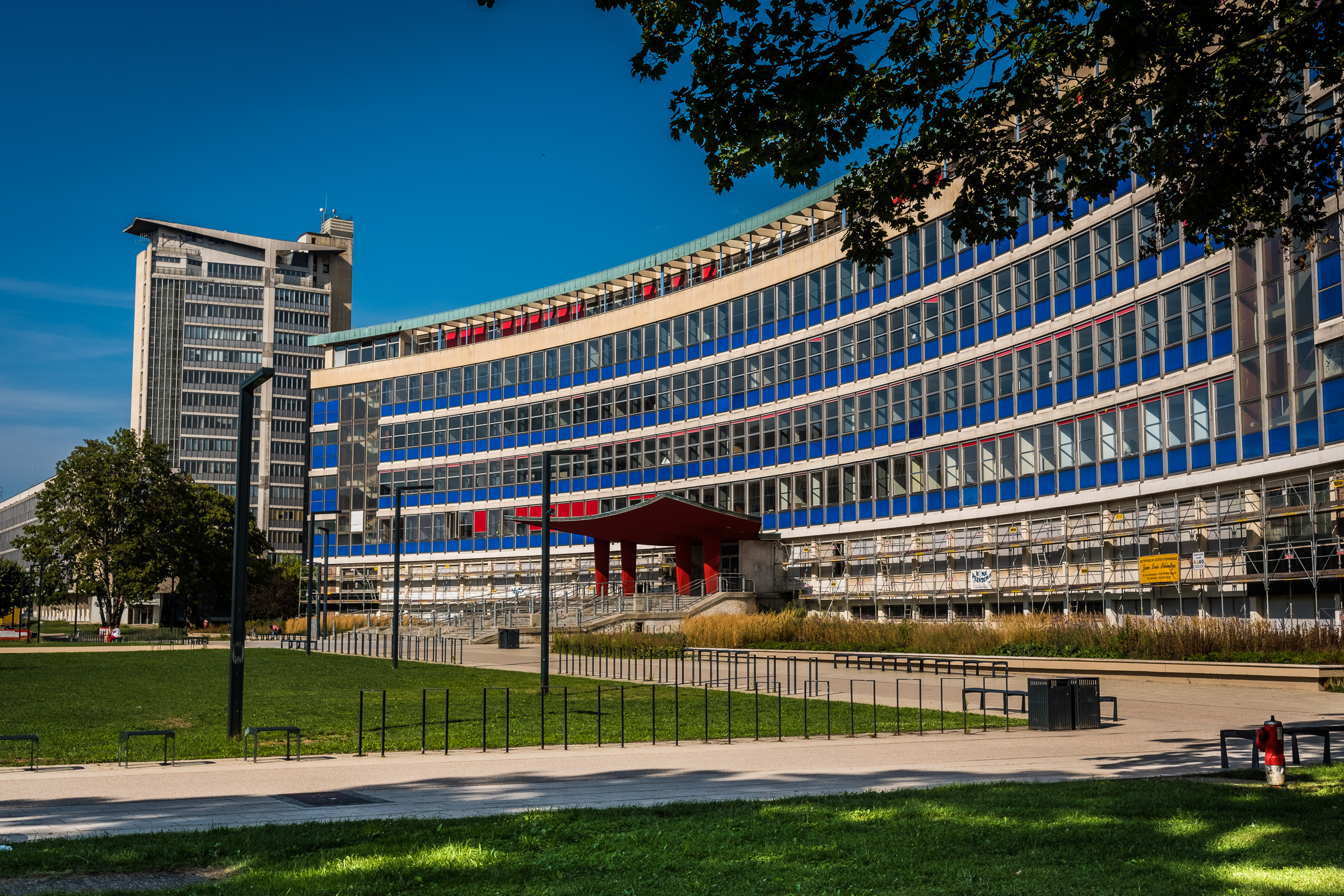
Facultad de derecho, ciencias políticas y de la gestión en el campus central.

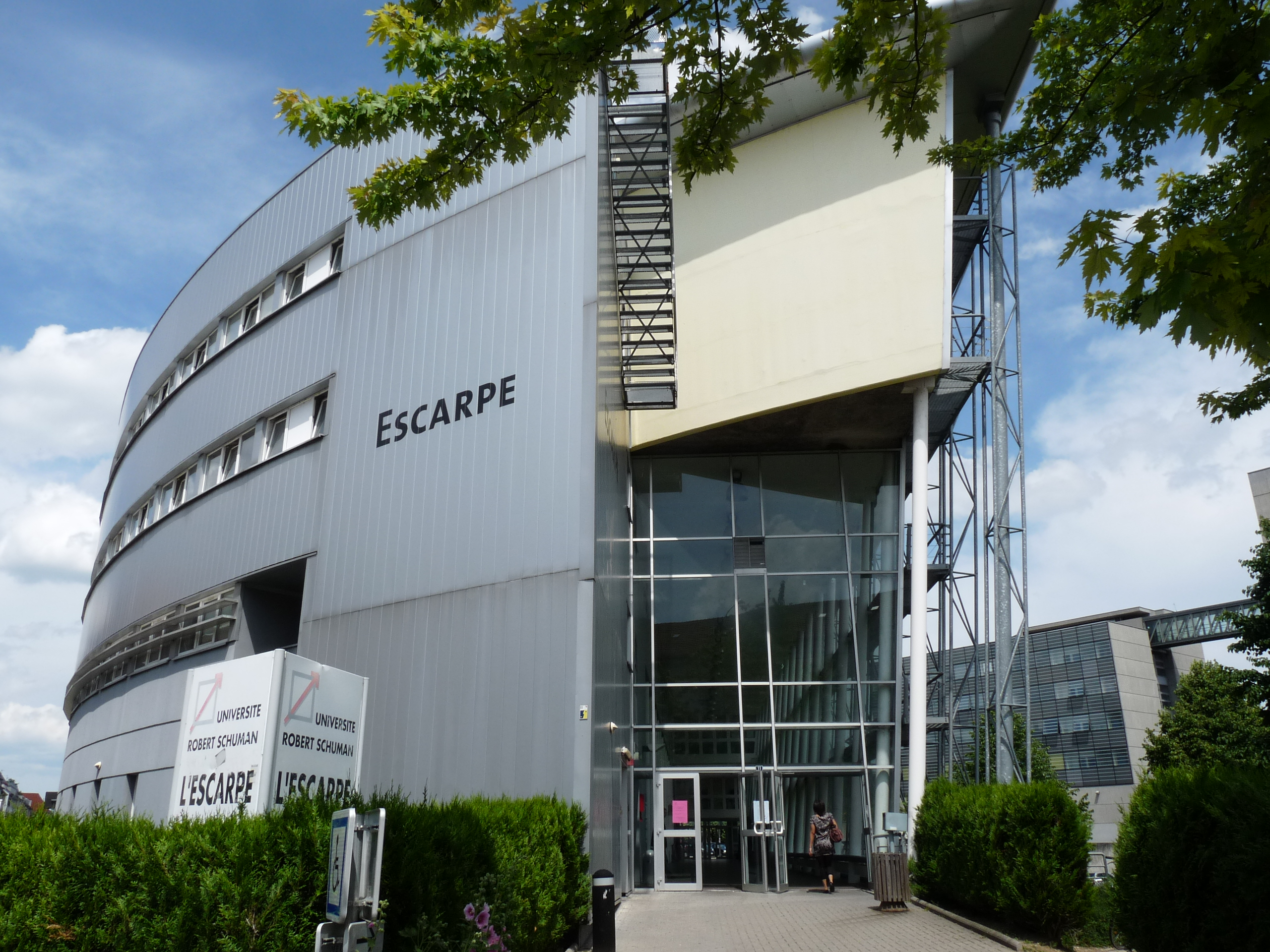
Facultad de periodismo.

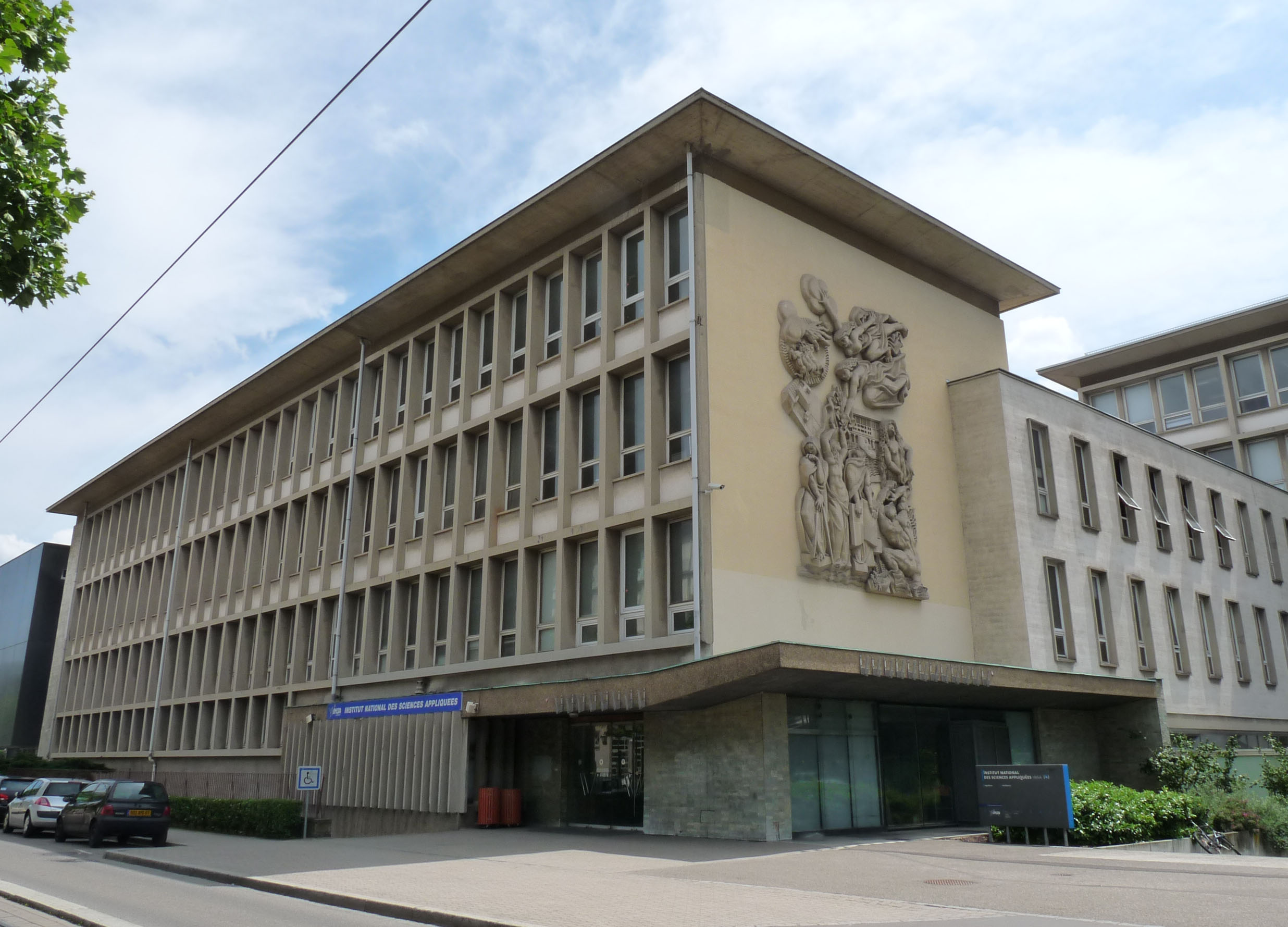
INSA. El instituto de ciencias aplicadas de Estrasburgo.

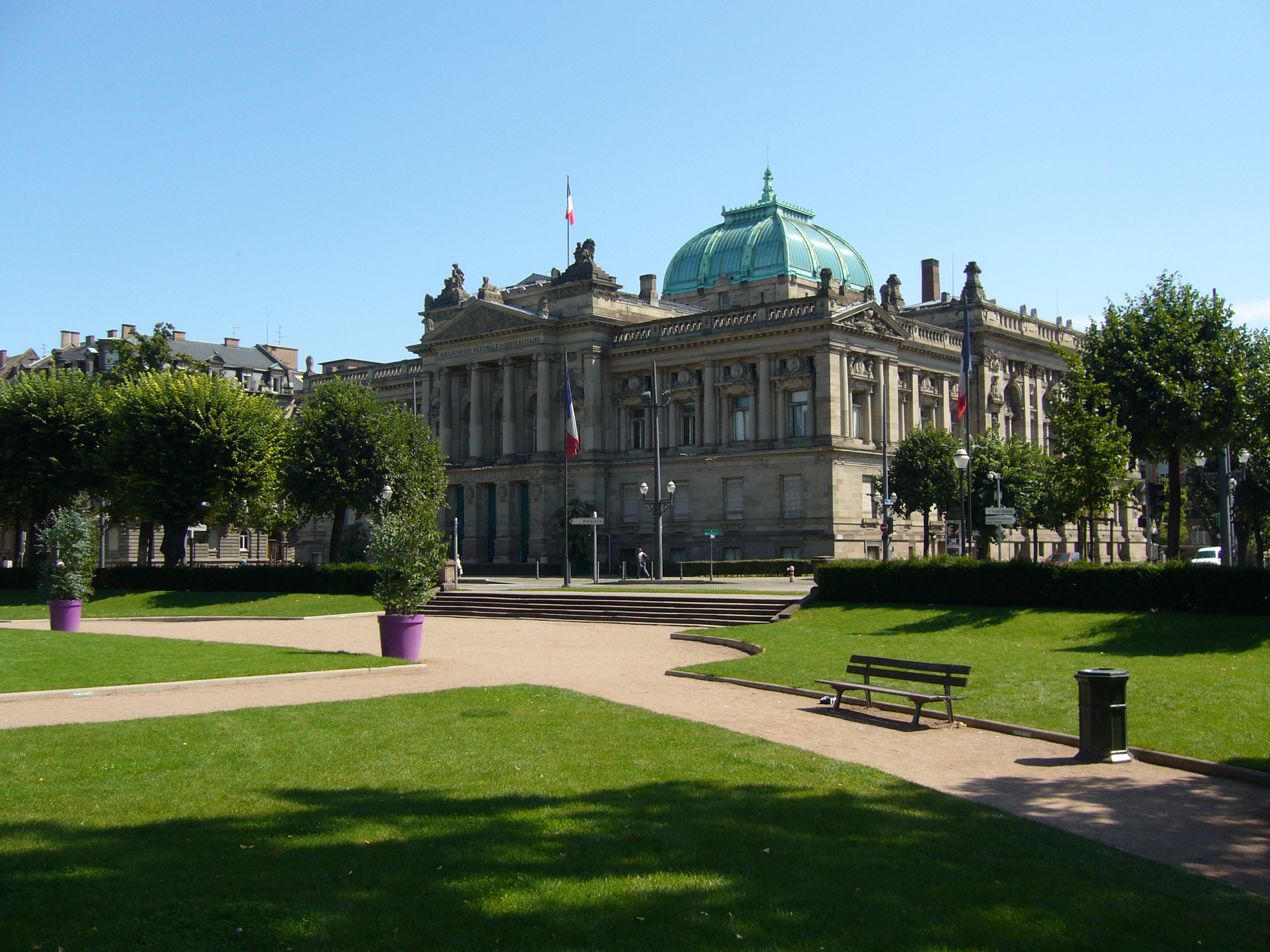
Biblioteca Nacional y Universitaria Place de la République

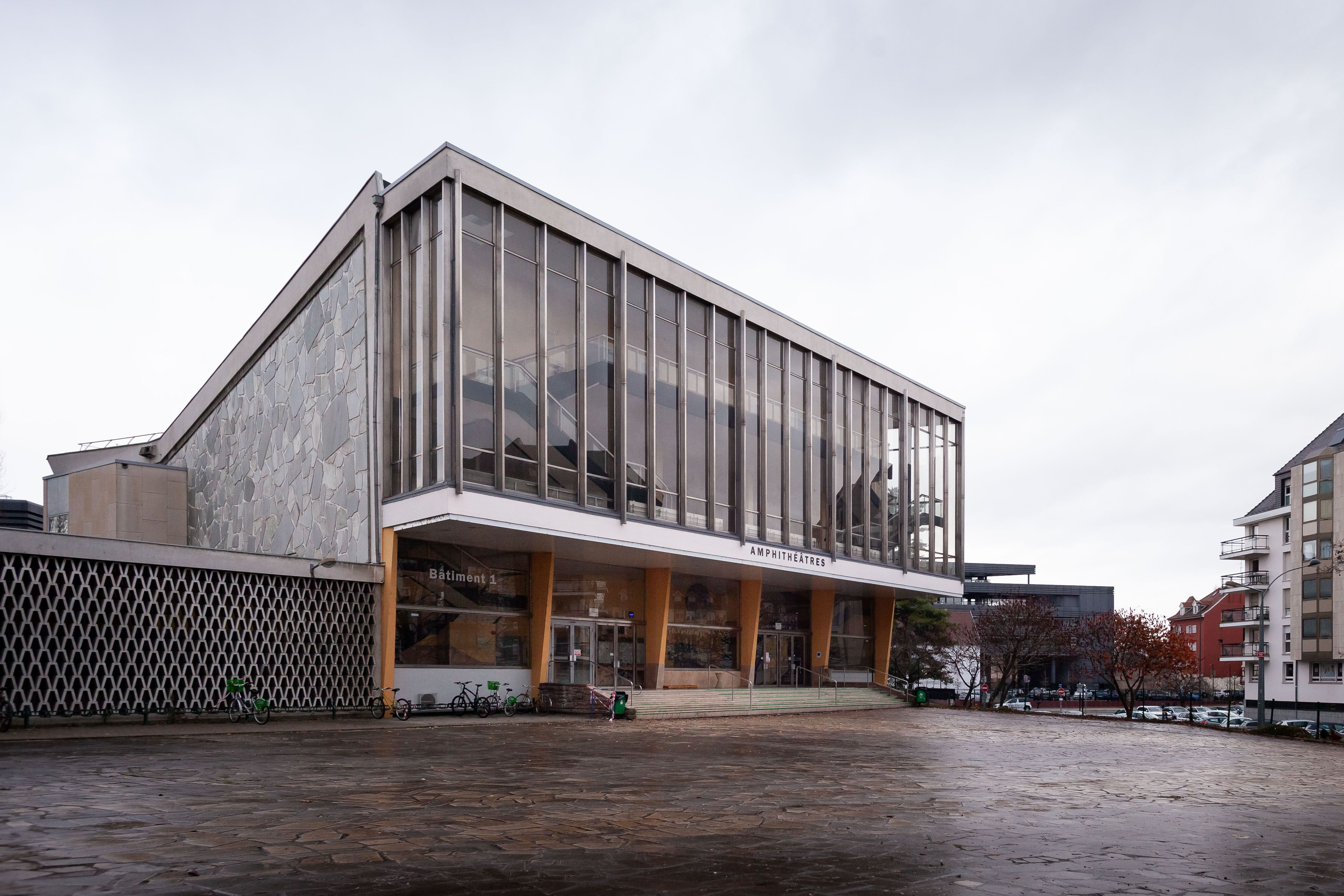
Facultad de medicina

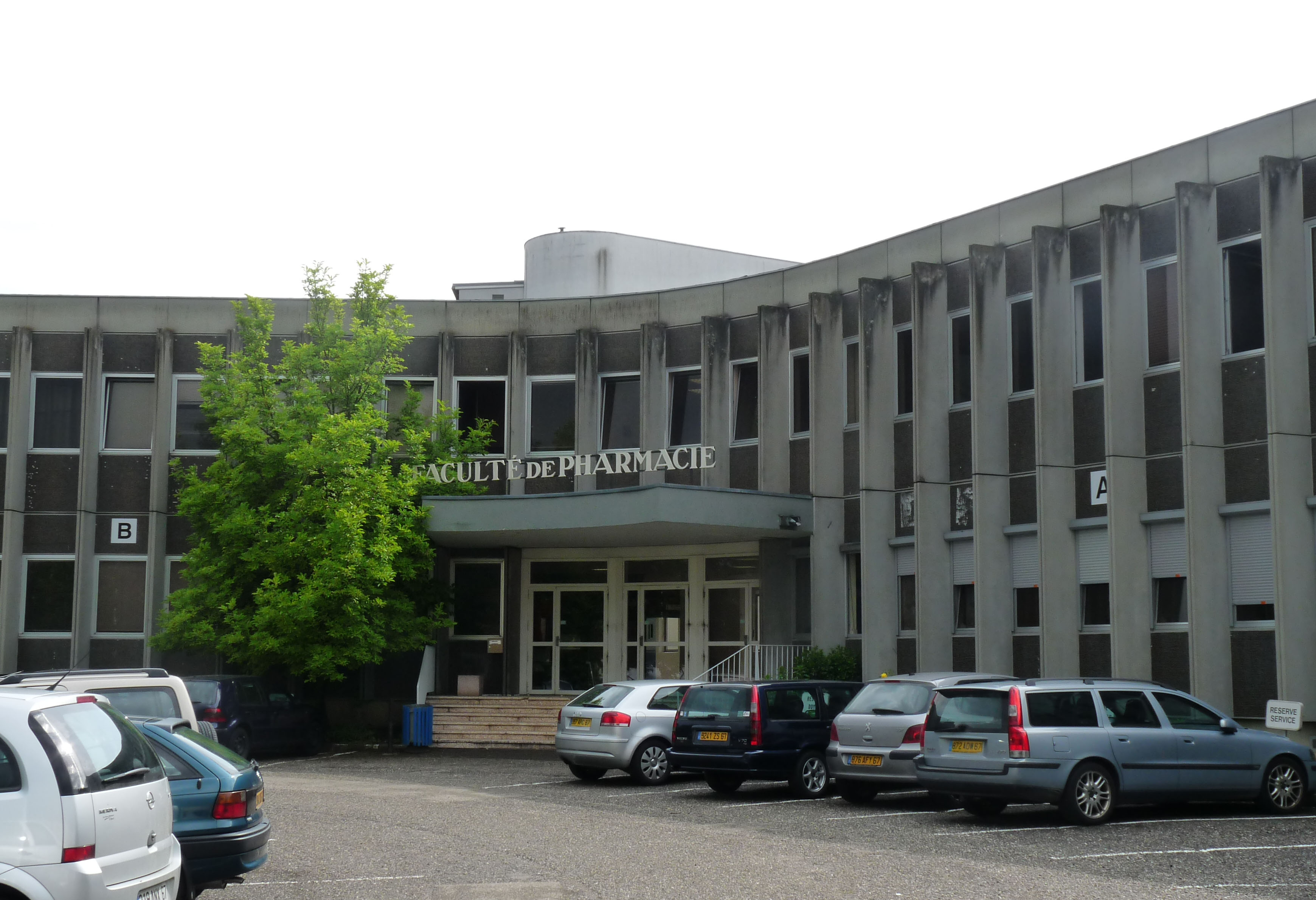
Campus Illkirch sede de la facultad de farmacia, biotecnología, física, genética y el instituto tecnológico Robert Schuman.

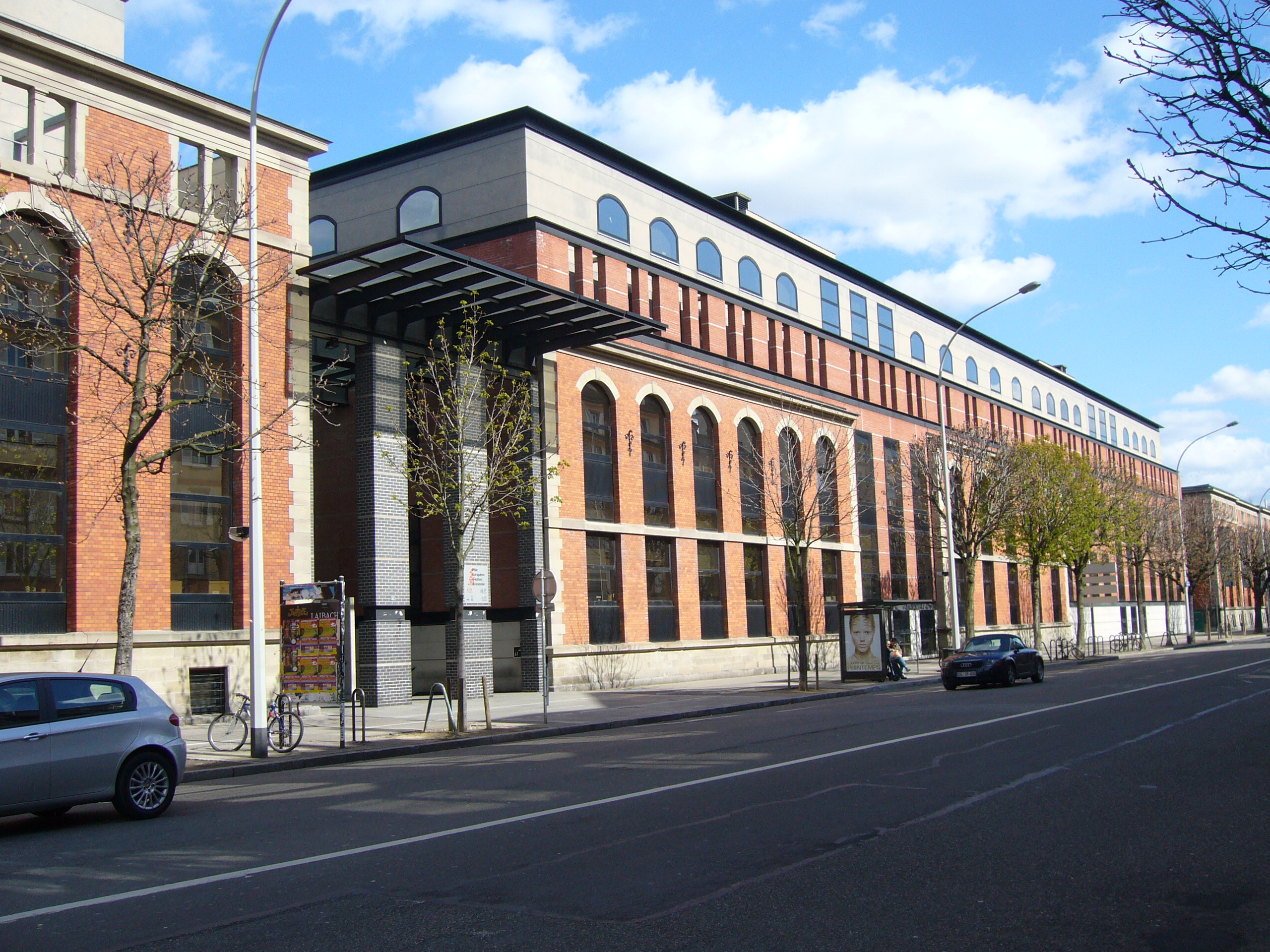
El polo europeo de gestión y economía. Sede de la EM Strasbourg Business School y la facultad de economía

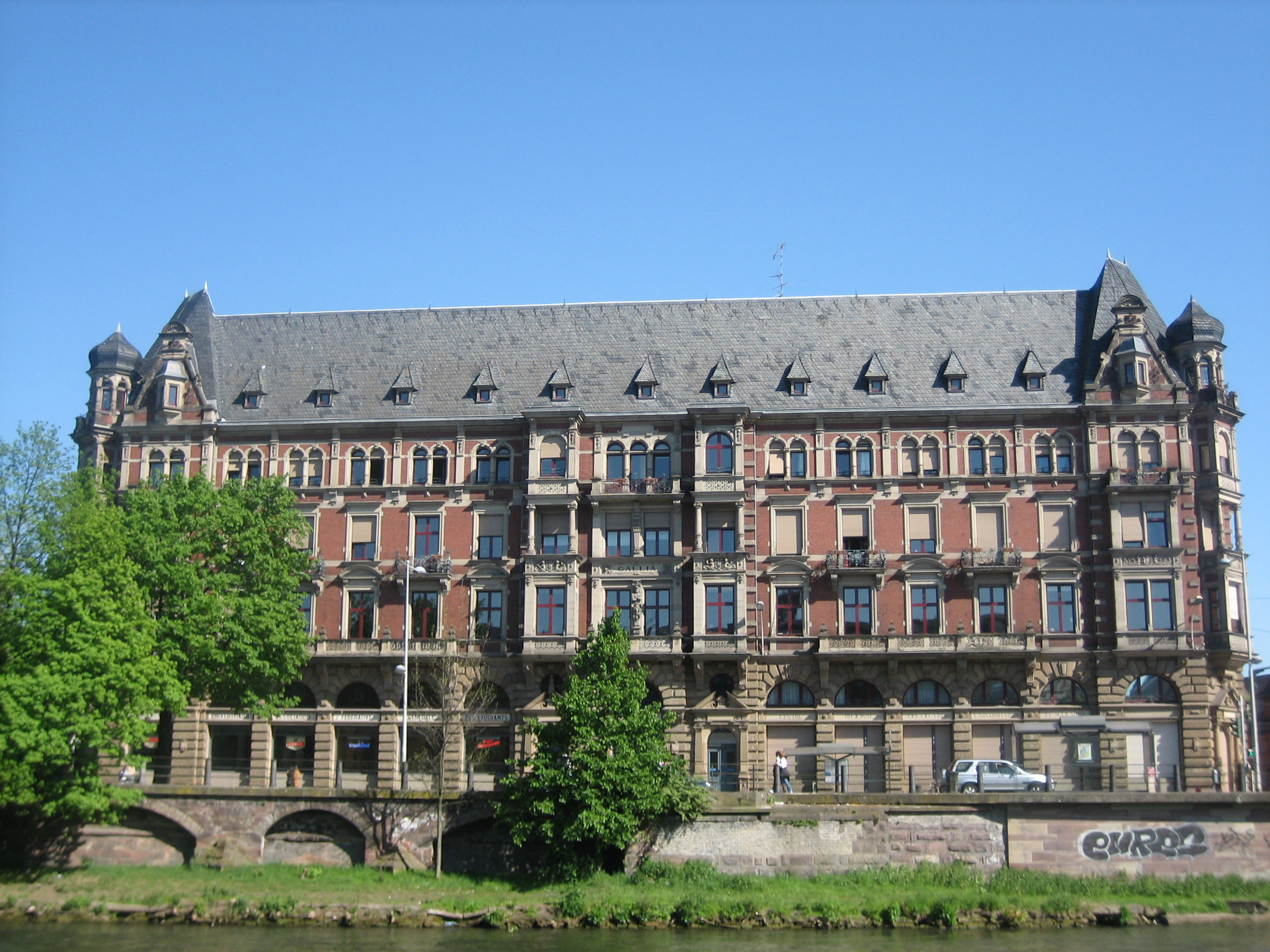
Residencias universitarias en la Gallia al costado del campus central.

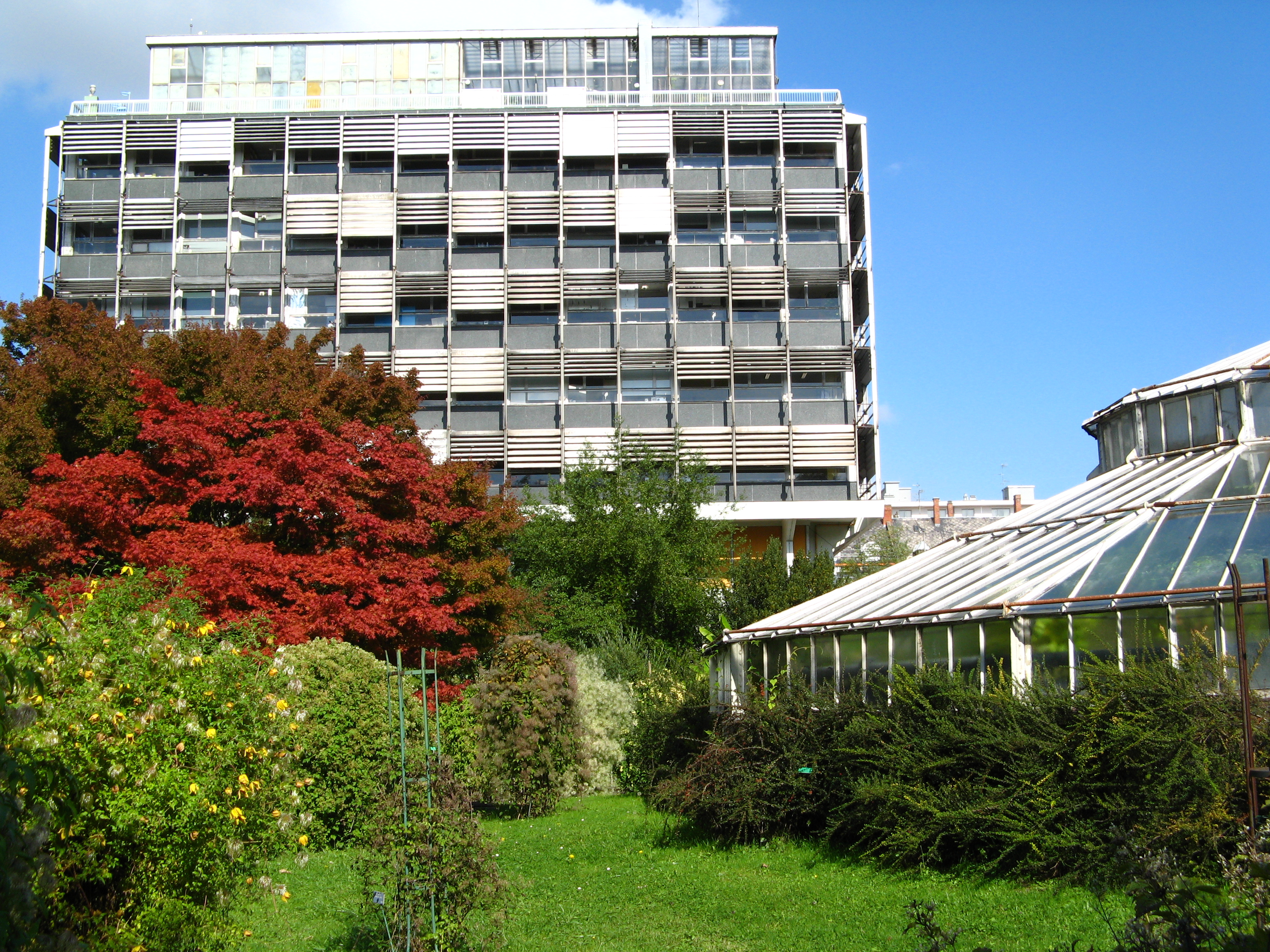
Facultad de ciencias naturales en el campus central.

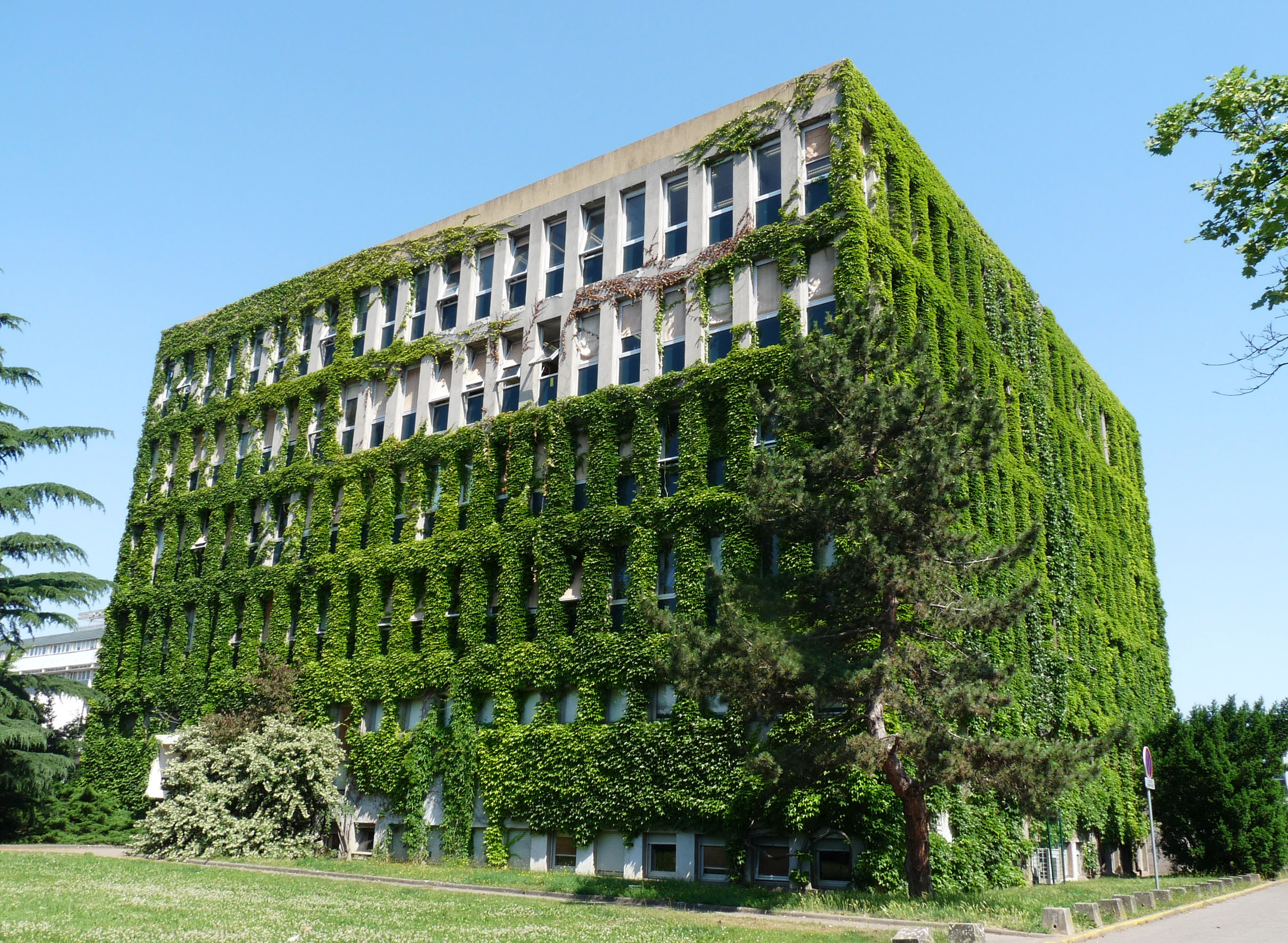
El Instituto de Biología Molecular y Celular en el campus central de Estrasburgo.

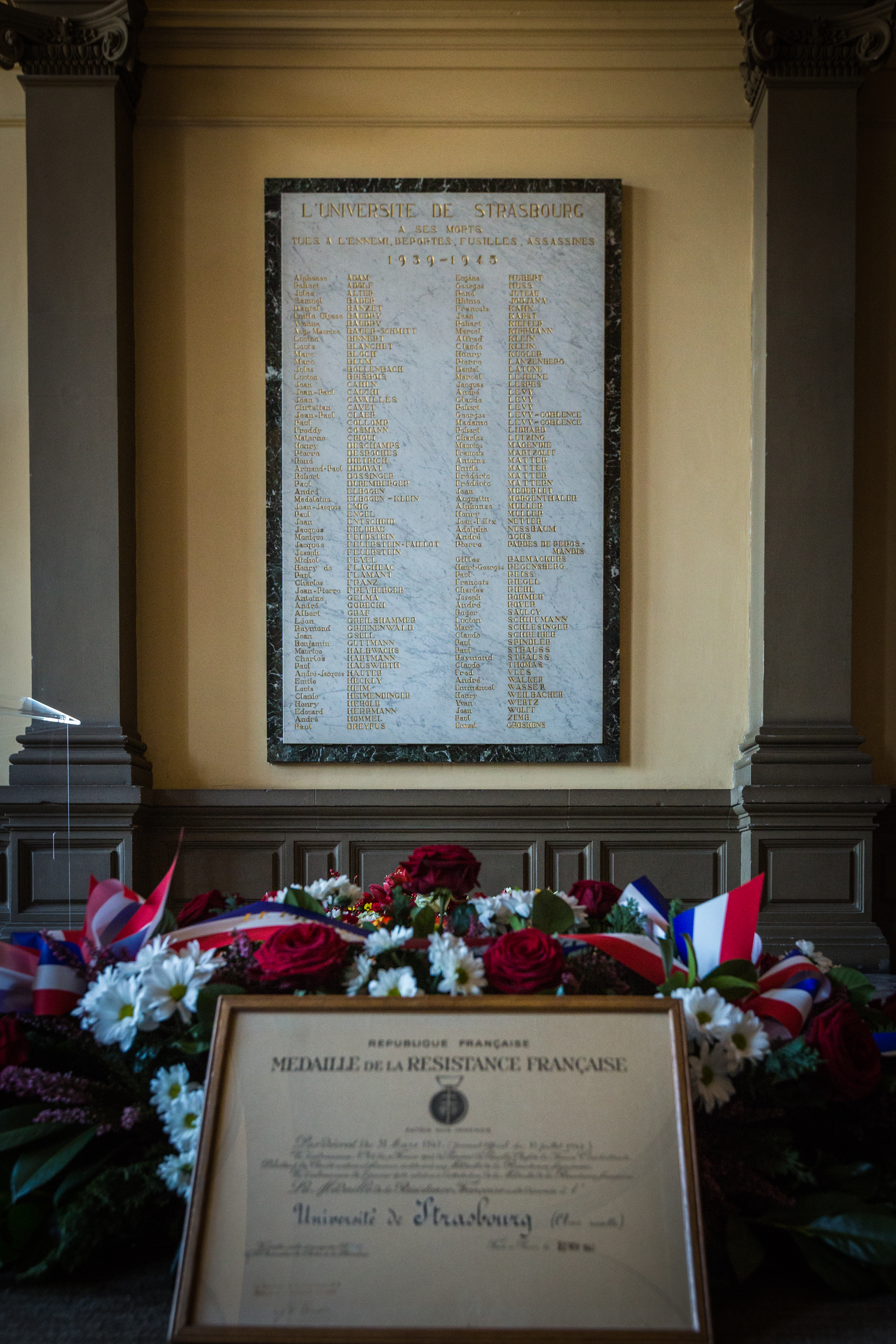
La medalla de la resistencia en honor a la résistance universitaire durante la Segunda Guerra Mundial.

La Universidad de Estrasburgo (université de Strasbourg en francés) es una universidad pública francesa con sede en la ciudad de Estrasburgo, Alsacia. Es una universidad multidisciplinaria con más de 50.000 estudiantes (20% de estudiantes extranjeros) y 2.755 profesores e investigadores. Está compuesta por 35 organismos (Unidades de formación, Facultades, Escuelas e Institutos) y 71 unidades de investigación. Entre sus antiguos estudiantes y profesores de la universidad, 18 recibieron un Premio Nobel y un profesor recibió la Medalla Fields.
Tiene su origen en el Gymnasium, institución de confesión protestante, fundada en esta ciudad por Jean Sturm en 1538 que adquirió el rango de universidad en 1621. Es la única universidad que se le otorgó en 1947 la medalla de la resistencia ya que muchos de sus estudiantes se unieron a la  résistance durante la Segunda Guerra Mundial, esto, debido especialmente a que Alsacia es una zona tradicional de disputa entre etnias germanas y francesas.  

## Historia
Desde la anexión de 1871, se dio un nuevo impulso con la construcción del barrio universitario con edificios como el Palais universitaire. En la década de 1950-1960 fue diversificando sus disciplinas y extendiéndose a nuevos edificios para dar cabida al rápido crecimiento de estudiantes que pasaron de 5544 en 1956 a 16221 en 1966, y se acogieron a eminentes sabios como Jean-Marie Lehn, premio Nobel. Desde 1970 se dividió en tres universités especializadas a las que se añadían ocho grandes écoles.
Tras el revolucionario periodo de Mayo del 68, la Universidad de Estrasburgo decidió, en 1971, dividirse en tres universidades distintas:
- Strasbourg I (Université Louis Pasteur) para las disciplinas científicas.
- Strasbourg II (Université Marc Bloch en 1998) agrupando las formaciones de letras y ciencias humanas.
- Strasbourg III (Université Robert Schuman en 1987) reuniendo las disciplinas de los ámbitos jurídico, político, social y tecnológico.

Esta situación duró hasta el año 2009, cuando se produjo la fusión de estas tres universidades con el objeto de crear la Université de Strasbourg, y así dar una mejor visibilidad en cuanto a las formaciones y a la investigación. Gracias a ello, hoy el 20% de los alumnos son de origen extranjero.
La Universidad de Estrasburgo forma parte de la Red de Utrecht, la Liga de Universidades de Investigación Europeas y la Confédération européenne des universités du Rhin supérieur (EUCOR) que agrupa a las facultades del ámbito renano de las universidades de Mulhouse, Basilea, Friburgo y Karlsruhe.
Estrasburgo es la ciudad universitaria de referencia en la región de Alsacia. En el curso 2017-2018, el efectivo de estudiantes en la enseñanza superior en la Universidad de Estrasburgo con sus 6 campus asociados en la ciudad y en los municipios de Schiltigheim, Illkirch-Graffenstaden, Colmar, Haguenau y Sélestat era de 50 882 alumnos, muy por delante de la otra gran universidad de la región, la Université de Haute-Alsace con 9694 alumnos.

## Facultades
La Universidad de Estrasburgo tiene 36 organismos de enseñanza: unidades de formación e investigación. Se dividen en cinco áreas principales de capacitación establecidos por la universidad.

#### Artes, Letras e Idiomas
El dominio de Artes, Letras e Idiomas tiene 4 componentes
- la Facultad de Artes (artes escénicas, artes visuales, cine y música),
- la Facultad de idiomas,
- la Facultad de letras,
- Instituto Internacional de Estudios Franceses (IIEF)

#### Derecho, economía, gestión y ciencias políticas
El dominio de Derecho, economía, gestión y ciencias políticas tiene nueve componentes:
- la Facultad de Economía y Gestión (FSEG),
- la Facultad de Derecho, Ciencias Políticas y Gestión,
- el Centro de Estudios Internacionales de Propiedad Intelectual (CEIPI),
- el Centro universitario de educación periodística (CUEJ),
- el Instituto de estudios políticos de Estrasburgo (IEP),
- el Instituto de Preparación para la Administración General (IPAG),
- el Instituto del Trabajo (IDT),
- Centro de Estudios Europeos Avanzados (CHEE)
- EM Strasbourg Business School

#### Antropología, Ciencias humanas y sociales
El ámbito de la Antropología, Ciencias Humanas y Sociales tiene 10 centros académicos:
- la Facultad de Ciencias Históricas,
- la Facultad de Ciencias Sociales,
- la Facultad de Psicología,
- la Facultad de Geografía y Planificación,
- la Facultad de Filosofía,
- la Facultad de Ciencias de la Educación (INSPE),
- la Facultad de Ciencias del Deporte (STAPS),
- la Facultad de teología católica de Estrasburgo,
- la Facultad de Teología Protestante de Estrasburgo,
- el Instituto Nacional Superior de Profesorado y Educación (INSPE).

#### Ciencia y tecnología
El dominio de Ciencias naturales y tecnologías tiene 12 componentes :
- la Facultad de Química,
- la Facultad de Ciencias de la Vida,
- la Facultad de matemática e informática,
- la Facultad de Física e Ingeniería,
- la Escuela Europea de Química, Polímeros y Materiales (ECPM),
- la Escuela Nacional de Física de Estrasburgo,
- la Escuela y observatorio de ciencias de la Tierra (EOST),
- la Escuela Superior de Biotecnología de Estrasburgo (ESBS),
- el Instituto de Tecnología de Haguenau (IUT Haguenau),
- el Instituto de Tecnología de Schiltigheim (IUT Louis-Pasteur),
- el Instituto de Tecnología de Robert-Schuman (IUT Robert-Schuman),
- el Observatorio Astronómico de Estrasburgo.

#### Salud
El dominio de salud tiene 3 componentes: 
- la Facultad de Medicina,
- la Facultad de Cirugía Dental,
- la Facultad de farmacia.

## Escuelas de Ingenieros
Las escuelas politécnicas o Écoles d'ingénieurs de Estrasburgo están distribuidas en 8 centros para el estudio de carreras técnicas de ciencias aplicadas y arquitectura, dependen directamente o parcialmente de la Universidad:
- Instituto Nacional de Ciencias Aplicadas (INSA) de Estrasburgo[10] Ingeniería industrial, mecánica, electrotécnica,
- Escuela Nacional de Ingeniería Ambiental y del Agua en Estrasburgo (ENGEES)[11] Hidrología y Medio ambiente
- Escuela Superior de Informática - Supinfo (ESI)[12] Informática
- Escuela Nacional de Arquitectura de Estrasburgo (ENSAS).[13] Arquitectura.
- Escuela Europea de Química, Polímeros y Materiales (ECPM)[14] Química, química industrial, metalurgia, plásticos.
- Escuela Nacional de Física de Estrasburgo (ENSPS),[15] Físicas.
- Escuela Superior de Biotecnología de Estrasburgo (ESBS)[16] Biotecnología.
- Escuela de Ciencias de la Tierra y Observatorio (EOST)[17] Geología y geofísica.

## Otros establecimientos  de educación superior
Estos son otros establecimientos de educación superior con algún vínculo con la universidad:

### Escuelas de Arte y música
- Escuela de artes decorativas de Estrasburgo, (ESAD)[18]
- Instituto Superior de Artes Aplicadas (LISAA),[19]
- Escuela superior de arte dramática,[20]
- Conservatorio nacional de música.[21]

### Escuelas de gestión y administración
- Instituto Europeo de Estudios Superiores de Negocios, (IECS)[22]
- Instituto de Estrasburgo para Estudios Políticos (Sciences Po),[23]
- Instituto Superior Europeo de Gestión, (ISEG)[24]
- Instituto Nacional de Estudios Territoriales, (INET)[25]
- International Space University (ISU).[26]

## Alumnos y docentes célebres de la Universidad de Estrasburgo
- Conrad von Gesner (1516-1565)
- Antoine Deparcieux (1703-1768)
- Johann Wolfgang von Goethe (1749-1832)
- Louis Ramond (1755-1827)
- Klemens Wenzel von Metternich (1773-1859)
- Georg Büchner (1813-1837)
- Charles Frédéric Gerhardt (1816-1856)
- Louis Pasteur (1822-1895)
- Friedrich Daniel von Recklinghausen (1833-1910)
- Paul Heinrich von Groth (1843-1927)
- Lujo Brentano (1844-1931)
- Karl Ferdinand Braun (1850-1918), Premio Nobel en 1909
- Hermann Emil Fischer (1852-1919),  Premio Nobel en 1902
- Friedrich Meinecke (1862-1954), historiador
- Albrecht Kossel (1853-1927), Premio Nobel en 1910
- Albert Schweitzer (1875-1965), Premio Nobel en 1952
- Martin Spahn (1875-1945)
- Ernest Esclangon (1876-1954)
- Paul Rohmer (1876-1977)
- Étienne Gilson (1884-1978)
- Fred Vlès (1885-1944)
- Marc Bloch (1886–1944)
- Robert Schuman (1886-1963)
- Norbert Elias (1897-1990)
- Henri Lefebvre (1901-1991)
- Emmanuel Lévinas (1906-1995)
- René Thom (1923-2002), Fields Medal en 1958
- Milton Santos (1926-2001)
- Guy Ourisson (1926-2006)
- Yves Michaud (1930- )
- Zemaryalai Tarzi (1933- )
- Vaira Vīķe-Freiberga (1937- )
- Jean-Marie Lehn (1939- ), Premio Nobel en 1987
- Jean-Pierre Sauvage (1944- ), Premio Nobel en 2016
- Philippe Lacoue-Labarthe (1940-2007)
- Jean-Luc Nancy (1940- )
- Jacques Marescaux (1948-)
- Katia and Maurice Krafft
- Arsène Wenger (1949- )
- Catherine Trautmann (1951- )
- Jean-Claude Juncker (1954- )